# People’s Democratic Party (Nigeria)
People’s Democratic Party (PDP) är ett nigerianskt politiskt centerparti. Var från 1999 till 2015 det styrande partiet i landet och deras representant Umaru Yar’Adua vann även presidentvalet i april 2007. Partiet har starkast fäste i de kristna delstaterna i söder, men har även lyckats få en hel del röster från de muslimska norra delarna.